# Guillaume de Villeneuve
Guillaume de Villeneuve est un chevalier français de la fin du Moyen Âge

## Biographie
Guillaume de Villeneuve fut écuyer et maître d'hôtel du roi de France Charles VIII.
On ne le connait guère que par ses Mémoires qu'il a écrits durant son séjour en Italie, dans le cadre de la campagne militaire de Charles VIII, initiée en 1494. Publiés pour la première fois en 1717 par Dom Martène dans son Nouveau Trésor des Anecdotes, ses Mémoires constituent un document original, retraçant la vie de ce seigneur participant à la guerre d'Italie, et  relatant son expérience en tant qu'otage des ennemis de la France, les Aragon de Naples. Beaucoup de faits originaux sont à noter, mais l'œuvre est restée sans grande envergure jusqu'à aujourd'hui.